# Ruth Copeland
Ruth Copeland, née vers 1946, est une ancienne chanteuse anglaise ayant fait carrière aux États-Unis au début des années 1970, connue notamment pour ses collaborations avec George Clinton et le collectif funk Parliament-Funkadelic.

## Biographie

### Premières années
Ruth Copeland voit le jour à Consett, dans le comté de Durham, au nord-est de l'Angleterre près de Newcastle, et est élevée dans une rue du quartier de Blackhill surnommée la « rue des stars » pour y avoir vu naitre notamment le chanteur guitariste et pianiste, ancien compagnon de route de Screaming Lord Sutch et Marty Wilde, Freddie "Fingers" Lee et un fameux jockey vainqueur en 1975 à Ascot. Elle fréquente le collège technique local et commence à chanter en 1963 dans un groupe de Jazz, the Collegians. Suite au décès soudain de sa mère et au remariage de son père, contremaitre dans l’usine métallurgique de la ville, elle abandonne ses études aspirant à une carrière de chanteuse, d’abord à Blackpool, puis à Londres où elle intègre un groupe, Ed and the Intruders, dont le pianiste est son ancien voisin de rue Freddie Lee.

### Carrière musicale
En 1965, elle part à Détroit où sa sœur Norma vit déjà (ou son frère Peter selon une source anglaise très détaillée) et se produit très vite dans des clubs locaux comme chanteuse de folk et de blues. Sous le nom de Kelly Michaels, elle enregistre un simple Foggy Days / I Need Him sur le label Carla records du producteur Ollie McLaughlin. Elle travaille aussi comme opératrice sur calculateur électronique et se marie avec le joueur de football américain Karl Sweetan, mais ce mariage ne résiste pas longtemps.
Après avoir été repérée lors d’une audition comme choriste pour le chanteur Edwin Starr, Ruth noue des contacts et développe une relation avec le compositeur et producteur Jeffrey Bowen avec lequel elle va se marier et qui vient juste de se joindre à ses anciens comparses  de l’écurie Tamla-Motown Holland, Dozier & Holland  pour fonder le label Invictus Records ; il fait signer en 1969 à sa jeune épouse un contrat avec la compagnie tout juste constituée, dans l’intention, selon Ruth Copeland de « créer une autre Diana Ross, mais blanche ». Bowen commence à produire des disque pour le label dont Ruth devient une des premières artistes (et plus encore une des rares blanches d’un label spécialisé dans la musique soul) en tant que membre du nouveau groupe tout juste signé, The New Play Starring Ruth Copeland. Ils sortent un simple A Gift of Me / The Music Box, co-écrit par "Edith Wayne" (pseudonyme utilisé par Holland, Dozier & Holland), Ron Dunbar et Copeland elle-même. Ce n’est cependant pas un succès et le groupe se dissous. On lui demande alors d’écrire des paroles sur une musique d’Holland-Dozier-Holland et elle propose un texte sur son chien resté en Angleterre qui lui manque ; le producteur déteste le résultat et demande à la place à Ron Dunbar d’écrire les paroles de la chanson qui devient le succès Band of Gold.

### Collaborations avec George Clinton et Parliament-Funkadelic et carrière solo
Au moment où elle est engagée par Invictus, le groupe de George Clinton, Parliament vient de signer sur le label. Elle se trouve impliquée dans le travail du premier album du groupe Osmium et est créditée dans la co-production du disque avec Clinton ; Jeffrey Bowen travaille également à sa production mais ne peut être crédité pour des raisons contractuelles. Elle écrit également deux titres de l’album : Little Ole Country Boy et The Silent Boatman (le premier morceau qu’elle ait écrit seule), de facture insolite dans le répertoire de Parliament-Funkadelic puisqu’emprunt de l’intérêt de Ruth Copeland pour la musique country et le folk britannique.
Tout en travaillant aux débuts de Parliament, elle commence aussi à préparer le matériel de son premier album Self Portrait, sorti chez Invictus en octobre 1970 avec un autoportrait de sa main en couverture de pochette. Il présente, outre des contributions de Clinton, celles d’un éventail de musiciens de Parliament-Funkadelic comme Bernie Worrell, Eddie Hazel, Tawl Ross, Billy Bass Nelson et Tiki Fulwood. Il intègre une variété de styles différents, du folk au funk et même l’opéra avec Un Bel Di adapté de Madame Butterfly de Puccini enregistré avec le Detroit Symphony Orchestra. Un second album, I Am What I Am, est réalisé en juillet 1971, avec encore un échantillon de musiciens de P-Funk, incluant plusieurs de ceux qui, comme Hazel et Nelson, viennent de quitter Funkadelic pour des problèmes financiers. Ces anciens musiciens resteront avec elle quand elle partira en tournée pour promouvoir son album et accompagneront régulièrement Sly and the Family Stone.
Elle continue à collaborer avec George Clinton, co-signant deux simples supplémentaires pour Parliament, Come in Out of the Rain et Breakdown, qui sortent en 1971-72. Clinton a dit d’elle : " C’était une bonne auteure, vraiment déterminée à faire les choses parfaitement, une perfectionniste ! " L’année 1972 la voit aussi contribuer à l’album intitulé The Politicians featuring McKinley Jackson dont elle co-écrit le titre d’ouverture Psycha-Soula-Funkadelic, qui sera postérieurement samplé par le groupe de Brighton  The Go! Team sur leur album Proof of Youth en 2007. Par ailleurs, sa relation avec Bowen et son contrat avec Invictus de terminent à cette époque et, pour des raisons contractuelles, elle est dans l’impossibilité d’enregistrer pour une autre compagnie pendant plusieurs années. Elle ne se trouve donc pas en mesure d’entretenir le succès de ses albums initiaux et de ses tournées.
En septembre 1972, elle accompagne David Bowie dans sa tournée américaine. Elle enregistre son troisième et dernier album Take Me to Baltimore, à Philadelphie en 1976. Sorti par RCA, il comprend un duo avec son co-producteur Daryl Hall, mais ne rencontrant pas le succès, elle se retire peu après du métier.

### Nouvelle vie
Elle se remarie à la fin des années 1970 et démarre une nouvelle carrière de productrice exécutive dans une maison d’édition d’annuaires à destination des entrepreneurs. Dans les années 2010, après des années d’anonymat, elle réapparait pour donner des interviews sur sa carrière musicale passée.

## Un parcours artistique dont la brièveté ne doit pas masquer la profonde originalité
Même si les années d’activité professionnelle de Ruth Copeland ont été, pour des raisons notamment contractuelles, relativement courtes (1970-1971 avec un bref rebond autour de 1976), la trace qu’elle a laissé dans les mémoires de ceux qui l’ont découverte et croisé au cours de son parcours artistique demeure profondément marquée, au-delà de ses collaborations avec George Clinton et Parliament-Funkadelic et malgré des décennies d’oubli, et elle refait surface régulièrement.
Chanteuse à l’instinct naturel, c’est dès ses premières expériences en décembre 1963 en Angleterre, à Consett puis Newcaste, que son talent se révèle de façon évidente au public au sein de la formation de jazz étudiante The Collegians, qui programme une tournée en Scandinavie dès l’été suivant. Ces premiers succès l’incitent rapidement à tenter sa chance à Blackpool puis à Londres avec Ed & the Intruders où elle retient l’attention du public et des producteurs musicaux non seulement par l’étonnante puissance de sa voix mais également sa saisissante beauté. Ce sont ces premiers contacts, tant avec le label Apple récemment constitué par les Beatles que le tout aussi récent Invictus, qui l’encouragent à sauter le pas en optant, pour des raisons familiales, à tenter sa chance à Détroit.
C’est à partir de là que va se réaliser l’incroyable destin d’une petite chanteuse, employée de bureau à mi-temps de l’Angleterre profonde, se retrouvant en peu d’années à jouer avec quelques uns de plus grands musiciens, producteurs et auteurs au sommet de leur art issus du creuset Tamla Motown et à collaborer avec une légende musicale comme George Clinton sur quelques- uns des prestigieux enregistrements de la musique funk psychédélique, même si elle a été quelque peu oubliée parmi les femmes qui ont contribué au travail de Clinton avec Parliament-Funkadelic du fait qu’elle était blanche et ne s’accordait pas précisément aux standards vocaux de l’émancipation noire de l’époque.
En tant que chanteuse féminine, elle a été associée à plusieurs de ses consoeurs, de Janis Joplin à Julie Driscoll, Grace Slick et même Olivia Newton-John, et elle a effectivement des points de ressemblance avec toutes. Mais c’est sa capacité à jouer en contrepoint de l’orchestration qui opère le mieux : douce quand celle-ci est forte, puissante quand elle est calme, dominant la chevauchée ou plongeant soudain telle un oiseau de proie. Le travail de la voix est pour elle si prépondérant que, sur ses deux premiers albums de 1970-1971, en plus de la production de l’ensemble, elle tient à assurer elle-même la totalité des chœurs.
Self Portrait, sorti en octobre 1970 comprend neuf compositions originales. Ruth tient la guitare acoustique et chante sur tous les titres avec des contributions de plusieurs  musiciens de Parliament-Funkadelic dont Clinton. L’album s’ouvre sur un prologue introduisant le titre Child of the North, sorte de monologue à portée autobiographique où elle évoque les paysages de sa jeunesse, puis reprend sa version solo de The Silent Boatman du premier Parliament Osmium mais substituant aux cornemuses un orgue d’église. Jamais effarouchée par les expérimentations musicales, elle s’attaque pour le dernier titre de l’album à l’aria Un bel Di de l’opéra de Puccini Madame Butterfly méritant ainsi plus tard sur les réseaux sociaux d’être qualifiée d’une des plus mésestimée et coupablement négligée des divas de l’histoire.
Son second album, I Am What I Am qui sort en juillet 1971 utilise à nouveau bon nombre de musiciens de Parliament-Funkadelic et poursuit le même mélange de styles éclectiques. On y retrouve le thème de la force féminine face aux contraintes de son statut. Ainsi dans Don’t You Wish You Had (What You Had When You Had It), un exercice de funk-rock rageur où Ruth étale toute son agilité vocale, alternant cris, hurlements, stridences et tendresse, ton confidentiel et combatif. Elle écrit ou co-écrit cinq des sept titres de l’opus sur lequel figurent deux remarquables reprises des Rolling Stones, Play with Fire et Gimme Shelter dont elle prolonge et amplifie l’intensité esquissée par Merry Clayton dans la version originale de l’album Let It Bleed.
Musicalement, 1972 constitue un pic dans la carrière de Ruth à laquelle ses problèmes personnels (divorce d’avec Bowen) et désaccords contractuels vont fortement nuire.
Ne se produisant plus en concert durant les quatre années suivantes, la réalisation de son troisième (et dernier) album Take me to Baltimore n’a lieu qu’en 1976. Produit sur RCA par Daryl Hall du duo Hall & Oates qui co-écrit avec elle un titre, l’ensemble, en dépit des qualités du personnel qui assure les séances, souffre de l’absence de ses musiciens habituels de Parliament-Funkadelic et de la cohésion entre eux qui impulsait ses deux albums précédents. S’ajoutant au trop grand laps de temps depuis ces réalisations bien accueillies par la critique et le public, la mauvaise commercialisation du disque et l’absence de ré-éditions ont des effets désastreux sur les ventes, ce qui va contribuer au retrait définitif de Ruth de la scène musicale.

## Discographie
(sauf indications contraires, la production de Ruth Copeland s’est faite sous le label Invictus)

### Simples
- Foggy Days / I Need Him (sous le nom de Kelly Michaels sur label Carla records), 1967[6]
- The Music Box / A Gift of Me (as New Play Starring Ruth Copeland), 1969
- The Music Box / A Gift of Me (Ruth Copeland), 1970
- Hare Krishna / No Commitment, 1971
- The Music Box / Your Love Been So Good to Me, 1971
- Gimme Shelter / I Got a Thing for You Daddy, 1971
- I Got a Thing for You Daddy / The Music Box, 1972
- Heaven (Ruth Copeland & Daryl Hall) / Take Me to Baltimore (RCA), 1976
- Win or Lose / Oh Baby (RCA), 1976

### Albums
- Self Portrait, 1970
- I Am What I Am, 1971
- Take Me to Baltimore, (RCA Records), 1976